# Хорошево (посёлок, Гороховецкий район)
Хорошево — посёлок в Гороховецком районе Владимирской области России, входит в состав Куприяновского сельского поселения.

## География
Посёлок расположен в 4 км на юг от центра поселения деревни Выезд и в 7 км на юг от Гороховца, близ деревни Хорошево.

## История
Посёлок образован после Великой Отечественной войны в составе Куприяновского сельсовета, с 2005 года в составе Куприяновского сельского поселения.

## Население
| 2002 | 2010 | 2021 |
| ---- | ---- | ---- |
| 115  | ↘27  | ↗55  |